# Paul Decauville
Paul Amand Decauville (Évry, 7 giugno 1846 – Neuilly-sur-Seine, 29 giugno 1922) è stato un imprenditore francese.

## Biografia

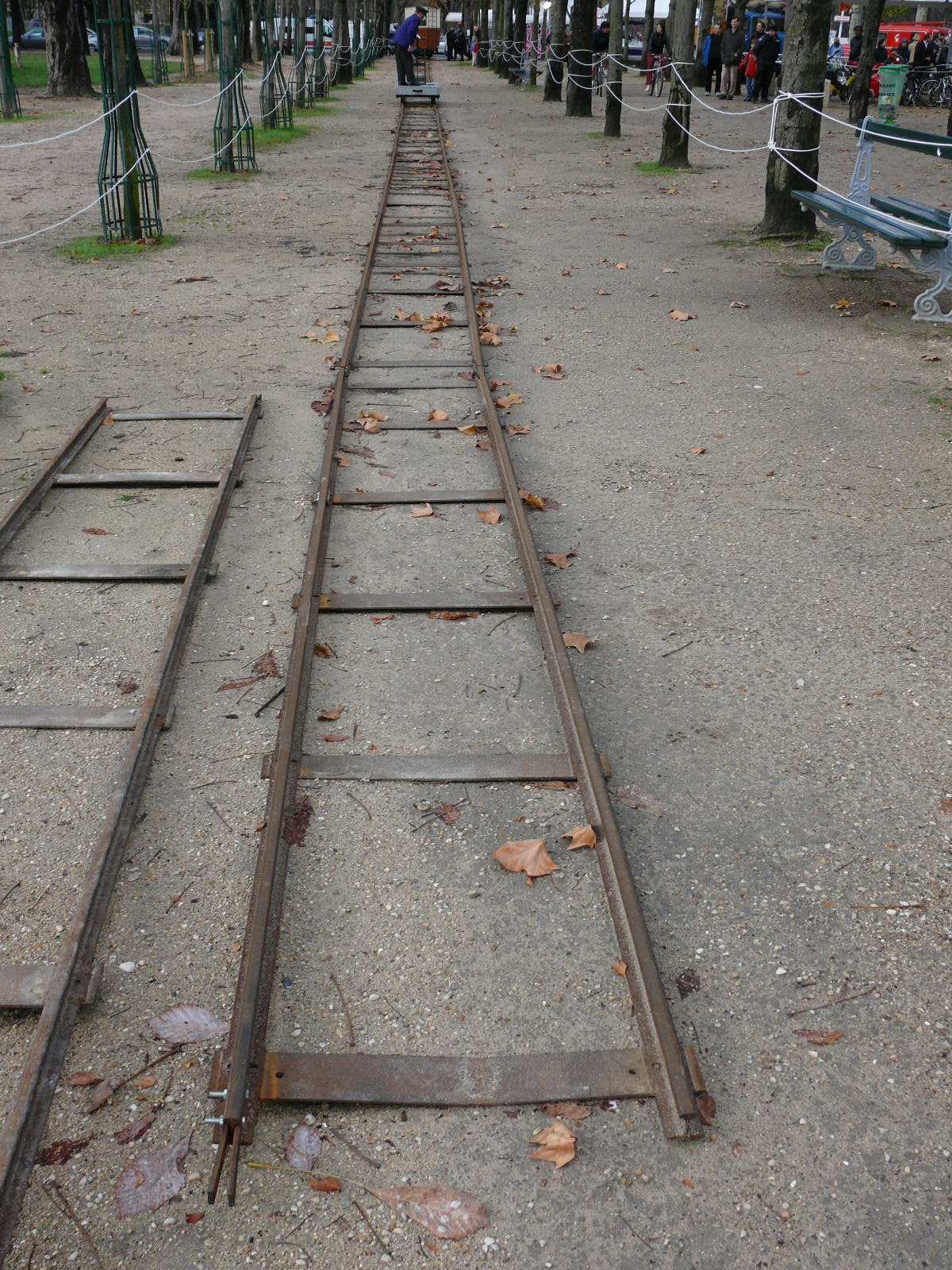
Esempio di ferrovia decauville

Fu l'inventore della ferrovia smontabile, facilmente trasportabile e ricomponibile, detta in suo onore Ferrovia Decauville.